# مكعب ثلج

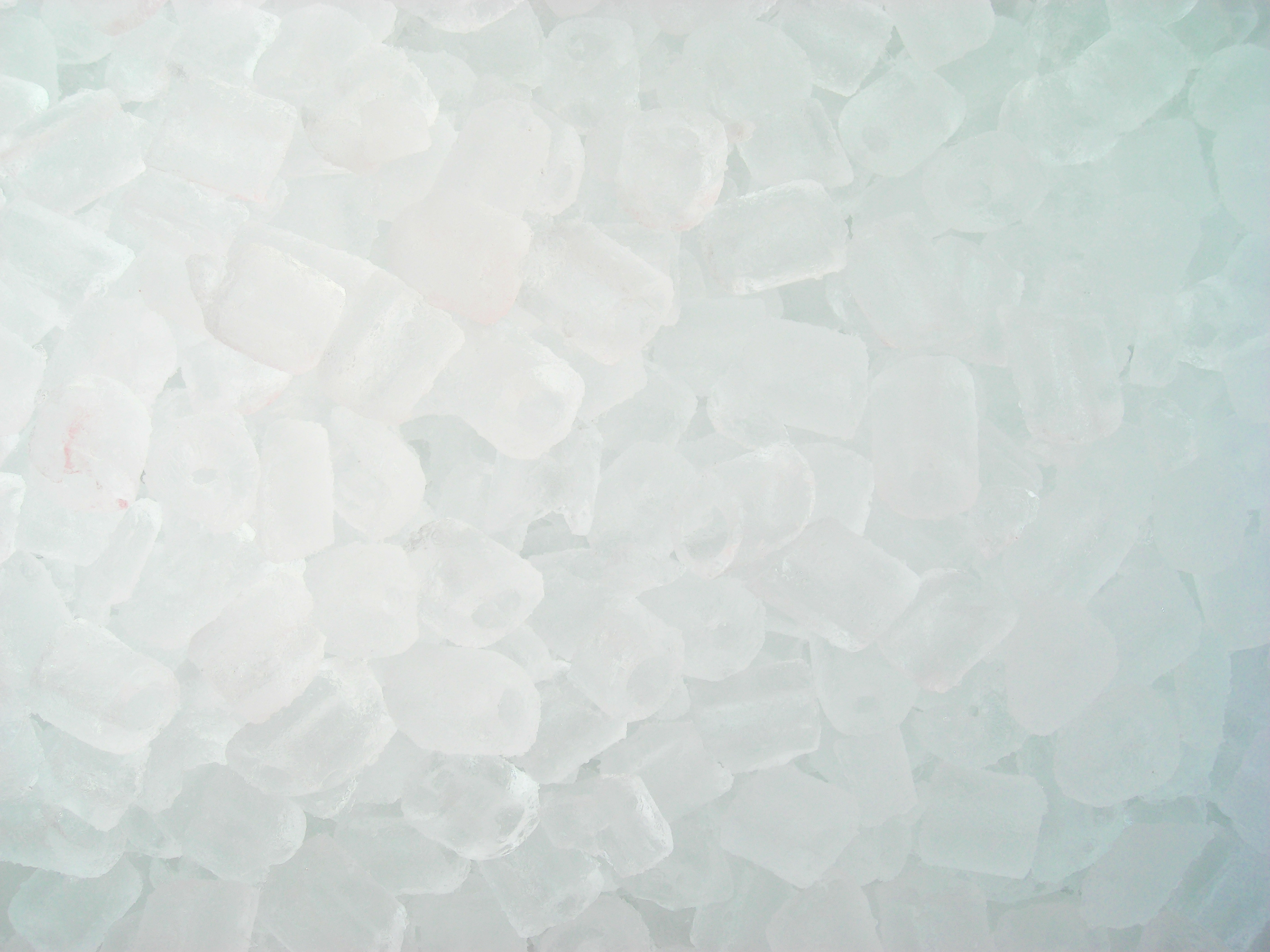
مجموعة من مكعبات الثلج.

مكعبات الثلج هي قطع ثلج صغيرة على شكل مكعبات، وتستخدم مكعبات الثلج تقليديا لتبريد المشروبات وتفضل مكعبات الثلج في بعض الأحيان أكثر من الثلج المكسر لأنه يذوب ببطء أكثر.